# 多啦A夢 (1973年電視動畫)
《多啦A夢》是一部改编自藤子·F·不二雄同名漫畫作品的1973年日本動畫，本條目所述的是1973年4月1日播出至同年9月30日的版本，由日本電視台及日本電視台動畫部製作。全劇共52集，分為26次播出。
涉及到版權、製作及相關問題，該系列至今被認為是散失媒體，許多片段完全遺失。在製作的52集中，只有24部的片段和試播片以私人收藏形式保存下來。

## 概要

### 企劃
本作的企劃被推測是由當時日本電視台動畫社長新倉雅美所主導的。新倉最初熱衷於將硬派任俠題材的《次郎長三國志》改編成動畫，但該企劃最終流產。因此作為替代節目，《哆啦A夢》得以播出。
另一方面，當時擔任《小學二年生》主編的小學館井川浩回憶，他曾應日本電視台製作人之邀，推薦新潟一家動畫製作公司的電視動畫原作，當時他推薦了兩部人氣作品：《哆啦A夢》及谷ゆき子創作的《媽媽星》。前日本電視台製作人川口晴年透露，在企劃由總製作人藤井賢祐提出後，讀賣新聞派來的專務於會議中強硬決定由日本電視台動畫公司製作本作。
關於此事，負責製作的真佐美淳在同人誌採訪中指出，日本電視台動畫當時為獲取節目播出時段，採取了一些「引起周圍反感的手段」。另外，他提到在前身東京電視動畫公司時代，新倉曾與日本電視台製作人藤井賢祐因財務問題陷入不祥事件，這導致日本電視台內部對其信任度下降，因此當公司面臨狀況時，反應相當迅速。此外，一位曾在日本電視台動畫公司工作的前員工透露，他聽聞《哆啦A夢》被安排在周日黃金時段，其實原本這個時段已被另一節目確定，但最終還是被強行安插。
真佐美在本作中擔任製作進行及時間管理等實務工作，並以本名「下崎闊」參與製作。他於1972年離開手塚製作後，加入日本電視台動畫公司合作的工作室TAKE，負責協助製作電視動畫《酒釀櫻桃巧克力CoCo》，並因此結識了日本電視台動畫公司製作人佐佐木一雄。真佐美表示，在《酒釀櫻桃巧克力CoCo》播出後，日本電視台動畫公司即將《哆啦A夢》列為後續的企劃之一，早在1972年7月之前，這項企劃已經存在。企劃逐漸確定時，真佐美在中野中野太陽廣場附近的一家高級燒肉店內，接受製作人佐佐木一雄的邀請擔任本作的製作負責人。當時真佐美首次閱讀原作漫畫，並與佐佐木討論未來的計劃而接受擔任製作人的職務。1972年11月，真佐美正式加入日本電視台動畫。真佐美回憶，他負責的試播片場景展示哆啦A夢透過竹蜻蜓飛上天空的情節。製作團隊對此投入且日夜不停工作。由於電視台臨時決定在距離播出僅三個月時開始本作的企劃，真佐美比預定時間更早完成了試播集，並在完成後於工作室附近的幼稚園進行試映，以觀察孩子們的反應。
真佐美指出，當時將《哆啦A夢》改編為電視動畫是個極大的冒險。儘管如今《哆啦A夢》已成為國民漫畫，但在當時，原作漫畫的單行本尚未發行，閱讀《哆啦A夢》的孩子僅限於購買小學館學年雜誌的一部分學生，與其他連載於大型少年漫畫週刊的作品相比，它仍然是個小眾作品。藤子不二雄FC Neoutopia編輯武藤晃也指出：「當時《哆啦A夢》在藤子不二雄作品中相對不受矚目，與《小超人帕門》、《怪物王子》相比明顯處於次要地位。然而，《新小鬼Q太郎》的成功可能促成了《哆啦A夢》的動畫化。」
動畫團隊由從蟲製作公司 離職的成員組成，並在日本電視台動畫公司位於東京及新潟的工作室，以及多家外包工作室間輪流進行。最初計劃的外包工作室包括Studio Joke、Studio Furumi、AD 5及Topcraft等，但在播出前後，製作團隊有所變動，最終未能完全確定。此外，真佐美私人保管的第21集素材近年發現，該集是由後來負責《哆啦A夢》第二作製作的新銳動畫前身：A Production外包製作。
本作的總導演是後來創立Studio Pierrot的上梨滿雄。真佐美選擇上梨的理由是「他不僅為人友善，且願意照顧他人，性格溫和，但在投入創作後絕不妥協」。他希望培養年輕人才，並將上梨迎入團隊。此外，真佐美認為由一位導演統一掌控整體製作，能更好地反映原作者的意圖，因此選擇了有潛力的年輕導演。然而，實際上，來自原作者 藤子·F·不二雄 的要求或意見並不多，直到系列結束，總導演上梨都未與原作者見面。。
在聲優方面，最初由富田耕生擔任哆啦A夢的配音。雖然與第二作的形象有所不同，但當時的製作團隊將哆啦A夢定位為一位「熱心助人的叔叔」形象，因此最初就決定由經常配演動物角色的富田來擔任配音。
與第二作相比，本作的色彩對比較為柔和。這部分原因在於當時大多數動畫採用35毫米膠片拍攝後再轉錄至16mm正片，而《哆啦A夢》則是直接以16mm底片拍攝。此外，參與本作配音的野澤雅子及肝付兼太回憶稱，本作為黑白作品，但實際上是彩色動畫。1973年4月1日，第一集〈出現了！哆啦A夢之卷〉播出。該集利用了事前製作的試播影片並重新編排。

### 播映期間
《哆啦A夢》於週日晚間7點的黃金時段播出，為時長30分鐘的節目。然而，由於作品是以小學生漫畫為基礎製作，目標觀眾群年齡較低，且同時段有強力的競爭對手，導致初期收視率表現不佳。此外，該節目僅播出了半年，這在當時算是相對較短的播出時間，因而出現了「因不受歡迎而被腰斬」的傳聞。然而，實際上這是一個為期兩季的原定合約，並且合約中明確規定，只要能確保一定的收視率，便會考慮延長播出。值得一提的是，《哆啦A夢》的時間段一直是日本電視台收視率的弱勢時段，電視台對收視率的期望較低。
在第一季接近結束時，日本電視台召開製作會議，並提出若收視率能超過10%便會繼續播出。同時，由於《小學五年生》和《小學六年生》從4月號開始連載《哆啦A夢》，製作團隊為提升節目的目標年齡層，並減少哆啦A夢「熱心叔叔」形象的年齡感，將原本負責配音的富田耕生更換為野澤雅子。在第二季中，製作團隊加強了滑稽喜劇元素，將原作中只出現過幾次的鴨子型機器人「機器鴨」（ガチャ子）設定為常規角色。
由於連載於幼年及低年級雜誌的原作篇幅較短，故事性不強，動畫改編時常常出現劇情時長不足的情況，因此製作團隊在保留原作基礎上，加入了許多動畫原創的元素，後期節目中更是大量出現原創情節。當時原作連載僅開始了約三年，素材儲備不足，很快便被用完。真佐美回憶，如果節目能繼續播出，後續將會以原創故事為主。。此外，這些為電視劇創作的原創設定都經過了原作者的同意，真佐美表示「並不覺得自己在製作脫離原作的內容」。製作團隊對品質的追求極為嚴謹，甚至願意在已完成音效的情況下重新製作。透過這些調整，收視率開始逐漸上升。此外，節目營收也轉為盈利，製作團隊還在8月初受邀前往千葉縣房總半島的日本電視台度假村。當時已計劃將節目延長至第三季。。
根據安藤健二對首播時期關東地區的收視數據調查，節目初期在第1、6、8集的收視率接近10%，但從第11集到第16集，收視率下滑至5%-6%之間，直到第20集左右才回升，且最高紀錄僅為9.1%，全劇26集從未超過10%，平均收視率為6.6%。當前後期收視進行比較時，前半段平均為7.2%，而後半段為6.6%，安藤認為聲優更換的策略「可能產生了反效果」。

### 中斷
1973年8月中旬，即將結束第二季播出之際，日本電視動畫的實際經營者新倉突然失蹤。根據真佐美的說法，新倉失蹤前後的8月初和9月初，日本電視台的製作人曾向他詢問：「有傳言說日本電視動畫公司即將解散，這讓外包公司陷入困境，擔心收不到款項，因此暫停交付產品。這個消息是否屬實？」真佐美否認了這個說法，但也被要求「絕對不能讓節目中斷播出」。為了安撫擔心款項的外包公司，真佐美承諾道：「如果真的發生問題，我會負責，並退出這個行業。請給我面子，繼續交付工作」。
之後，該公司的名義董事長（據信是NST新潟綜合電視台的高層稲庭左武郎）接管經營。然而，稲庭對動畫業務毫無興趣，最終他一句「停業吧」便宣布公司解散。關於解散的原因，真佐美表示，這是因為新倉在公司前身東京電視動畫時期投入資源製作劇場版《ヤスジのポルノラマ やっちまえ!!》導致了嚴重虧損，透過本作的收益才得以彌補。此外，稲庭因為此前經歷過許多困難，對此心灰意冷，趁著新倉失蹤時，選擇在稍微填補虧損後解散公司。另一方面，藝術總監川本征平接受安藤健二的採訪時推測，新倉的失蹤可能是因為新作無法確定而導致資金短缺。
在公司解散的混亂情況下，製作團隊僅用了兩週時間，趕工完成了1973年9月30日播出的最終集〈再見哆啦A夢〉，結束了為期半年的播出。最終集中，情節描述了無法騎自行車的大雄努力練習，並在哆啦A夢透過時間電視觀察下，故事迎來結尾。最後一幕中，節目結尾卡片仍標註著「敬請期待下一集」，這是製作主任真佐美的設計。當時負責節目進行的木澤富士夫對此提出疑問，真佐美解釋道：「雖然日本電視動畫的《哆啦A夢》以這種方式結束了，但所有工作人員都希望繼續製作。我們希望能再次合作，這就是為何最後寫上了‘敬請期待’」。此外，在最後的「終」字畫面中，哆啦A夢的圓手中飛出一隻黃色小鳥，象徵著製作團隊對續篇的期望，寓意著「再會」。在最終集播出時，曾經製作《哆啦A夢》的工作室已經空無一人。之後，留下的舊作製作團隊忙於處理債務問題，最終日本電視動畫未能重建。
1979年後，在其他電視台和製作公司的操作下，朝日電視台版《哆啦A夢》實現了「續篇」。朝日版的第一集並非原作的第一話〈從未來國度遠道而來〉，而是選擇了常規的〈夢幻城市大雄樂園〉作為第一集。值得一提的是，負責新銳動畫企劃的高畑勳在提案中表示，他不會特別指定第一集要解釋哆啦A夢的來歷和大雄之間的關係，這樣的選擇並非基於此前版本的存在。

### 播映後
日本電視動畫公司解散後，為了支付統包合同的款項，留下的製作團隊不得不變賣公司所有的設備和物品，並為了撤離公司大樓，不得已將與本作品相關的資料幾乎全部廢棄。然而，並非所有外包人員都得到了報酬，例如藝術總監川本征平並未獲得任何款項，他從日本電視台的製作人處得知：「製作費已經支付給了日本電視動畫公司，因此無法再支付更多款項」。川本還指出，他所擔任社長的AtelierRoku07和同樣負責背景美術的Studio Jack，至今仍未收到日本電視動畫公司應支付的最後兩集的報酬。關於此事，曾擔任企劃初期製作人的川口晴年也證實了這一情況，並提到他的後任製作人曾陷入公司與外包人員的困境中，處理這些問題非常艱難。
真佐美回憶，在1973年9月30日最終集播出的當晚，由於公司即將解散，不得已將多數製作資料，包括賽璐璐畫、故事分鏡和腳本等，於浦和市（現埼玉市）內的荒川河岸焚毀（但本編的底片未被燒毀）。因此，這些資料幾乎無一保存下來，僅剩少數由當時工作人員個人保管的資料現存。當時，真佐美目睹了一整車的賽璐璐原畫、對白台本、分鏡稿、場景表、劇本原稿、色樣、角色用色指定集和現金收支記錄在自己面前燃燒殆盡，並形容當時的心情猶如「將自己的孩子火化」。儘管節目結束，原作者藤本對於作品內容的評價另當別論，他仍對個別製作人員的態度表示肯定。真佐美透露，當他在節目結束後親自拜訪藤本時，對方還與他握手並說：「我們一定要再合作一次」。公司解散後，前員工們在田無市西原的一處公寓成立了工會，一邊領取失業保險，一邊與管理人進行談判。然而，隨著大多數前員工找到新工作或返回故鄉，工會於1975年3月停止活動。
節目結束後，《哆啦A夢》的影片仍由日本電視台保存了7年，期間這些影片也曾借給地方電視台播出。再播節目最早出現在1974年和1975年日本電視台平日早晨的地方節目《おーい!まんがだヨー》，之後在直到1979年朝日電視台播出新版動畫之前，這些影片在多個電視台間多次重播。原以為這些影片在日本電視台保管期結束後散失，但經由安藤調查發現，這些影片的現像公司東洋現像所（今IMAGICA Lab.）在1995年橫濱工廠關閉時整理庫存，意外找到了包括最終集在內的16集底片，並將其保存在東京灣岸的倉庫。
此外，播出時段的調整中，原本由日本電視製作的週日晚間7點檔改為讀賣電視台製作。原來在週一晚間7點半播放的《全日本歌謠選手權》移至此時段，空出的週一時段則改由日本電視製作的節目填補，並將原在週四晚間7點半播出的《真正的是誰?!》移至週一晚間7點半。而週四時段則進行了擴展，改為播放《週四特別節目》。
在《哆啦A夢》播出結束後，直至1989年日本電視台播出單集動畫《T·P時光特警》之前，藤子作品的動畫並未在日本電視台系列播出過新的內容。

## 封印
截至2024年，該作品尚未進行任何再放送、DVD化或網絡配信。即使在電視節目中偶爾被介紹，也很少提供詳細的解說說明。此外，該作品也經常未被收錄於與《哆啦A夢》或藤子動畫相關的年表中（如雜誌或圖書中的年表）。關於這一情況的原因及經過，安藤健二的著作《封印作品的憂鬱》（洋泉社，2008年）中有詳細描述，並包括來自小學館相關人士的證言。
據稱，原作者藤本弘對該作品的內容持否定態度。雖然他生前並未公開明確否定該作，但根據一些第三方的證言以及他對富山電視台重播時的反應：
- 美術監督川本征平透露藤本曾表示「以前做的那個作品，讓我感到非常後悔」。[20]
- 藤子Pro的代表董事長（當時）在回應安藤查詢時，書面表示：「這部作品並未展現出《哆啦A夢》的本質，與作品的整體形象有較大差距，給人一種為海外出口制作的動畫的感覺，作者並不喜歡這部作品」。[20]
- 新銳動畫的前社長楠部三吉郎在談到重製許可過程時，也曾提到：「《哆啦A夢》是我們經歷挫折後重來的作品，它像是一個受盡苦難後回家的女兒，讓人心疼」。[21]
- 大山羨代曾透過丈夫砂川启介記述，他聽到藤本對該作品的重新動畫化後，表達出為難的態度，說「就像是把一個受傷回家的女兒再度推向社會，這讓我感到不安」[22]。
- 漫畫家荏原武司（日语：えびはら武司）則證言稱，在該動畫結束後，藤子曾表示「這件事我完全不想再談」。[23]

1973年的動畫化決策，據說是由日本電視台的製作人向小學館提出的請求而最終確定的。雖然藤本當初也曾為日本電視台提供了故事背景及野比家的設計草圖，但井川浩表示藤本並未收到任何回應。
根據真佐美的證言，與藤本的初期會議通常在咖啡店進行，他還表示「從原作者那裡並未收到任何指示或要求，直到最後都是如此」。後來，隨著藤本工作日益繁忙，他無法再參加面對面的會議，此時由另一位名義上的原作者安孫子素雄（當時與藤本共同活動，名義上屬於“藤子不二雄”）負責與製作團隊就構思等內容進行討論。在與藤本的交流中，文藝負責人德丸正夫被指定為「原作者的校對聯絡人」，因為他被認為具有「導演感，為人親切耐心」，負責對「劇本」「分鏡」「角色設計」以及「色彩指定」進行校對與討論。德丸正夫曾經在藤子工作室所在的同一棟大樓——即工作室·零內24小時待命，隨時利用藤本的空閒時間進行校對工作。這一情況與井川浩及其他小學館相關人士的證言「動畫製作在沒有與原作者或小學館接觸的情況下進行」有很大出入。此外，影片的剪輯工作也在藤子工作室所在的工作室·零內進行。
由於製作公司在節目播出期間突然解散，留下的工作人員不得不處理債務問題。井川浩提到，這可能導致「節目被腰斬的消息並未傳達到小學館」。
在當時的漫畫界，「動畫結束，原作也結束」的觀念根深蒂固，因此小學館一度討論終止《哆啦A夢》的連載，並引入新角色替代。然而，對自己作品《哆啦A夢》有深厚感情的藤本堅持繼續連載，並以雙連載形式發表《哆啦A夢》和新作《千奇百怪》。不過，隨著《哆啦A夢》於1974年開始發行單行本並取得意外的巨大成功，《千奇百怪》的連載僅持續了一年便被終止。

### 富山事件
1979年，隨著動畫第二作第一期的播出，富山縣的富山電視台於7月至8月期間重新播放了本作。然而，在第九次（第五集A段）播出時便被中止，這一事件被稱為「富山事件」。自此之後，該作再也沒有進行過重播。
關於這一事件，前小學館執行董事赤座登表示，當富山縣的重播信息傳至小學館及藤子工作室時，藤本感到憤怒，表示「這和我創作的原作形象不符，我不希望它播出。如果可以的話，希望能有所改變」。隨後，小學館和藤子工作室確認並未有日本電視台版的合同，並在律師的意見下，認為「口頭合同僅限於首次播出的許可」，於是依據原作者的意向，小學館與藤子工作室聯名發送了要求中止播出的警告信。
另一方面，前朝日電視台編排負責人高橋浩在其著作《視聽率15％を保証します!》（小學館新書，2014年）中提到，儘管已經開始播出，但因為日本電視台的舊作重播可能會造成孩子們的混淆，因此要求小學館將舊作封印，顯示本作的封印由朝日電視台方面主導。這與赤座所言「因原作者的苦情要求中止重播」的說法完全不同，顯示出當事人之間的資訊存在嚴重不一致。
小學館製作相關人員在接受安藤的採訪時表示，「即使有『日本電視台版』的曝光，但對於現行的『哆啦A夢』形象來說也只會造成負面影響，對原作者或權利方並沒有特別的好處，因此不會積極推動曝光。基本上，這是一個不該觸碰的作品。」安藤指出，當前朝日版的形象是唯一的，不需要其他版本的存在。除此之外，因製作公司解散導致的著作權處理不明確，以及當時資料不足使得官方處理內容困難，也是其他「封印」理由之一。

### 現狀
藤子工作室及小學館監修出版的雜誌《哆啦本3》（小學館，2000年）中對本作進行了簡要介紹，並附有照片，稱其為「與原作形象不同而在半年內結束的幻之節目」。
由於官方對該作品的負面看法逐漸形成常態，加上劣質的偽造透明畫的流出、毫無根據的謠言和錯誤資訊的傳播、資料的銷毀以及影片的散逸等因素，該作品的資訊和曝光極為有限。至少在2000年代初，錯誤的資訊在官方傳遞中仍然存在，直到2003年，真佐美在其會員制網站「真佐美ジュンのドラえもん時代」，上公開正確的資訊之前，主要導演被誤認為大貫信夫，而非上梨滿雄。真佐美指出，這些錯誤資訊的傳遞是因為日本電視台動畫的解散，使當時的工作人員和狀況的調查變得困難。最終，在1978年由杉山卓撰寫的《電視動畫全集2》（秋元文庫）中引用了日本電視台動畫的前作《酒釀櫻桃巧克力CoCo》的工作人員名單，之後的所有資料均以此書為基礎，因此產生了誤解。
2004年底，日本電視台播出的教養節目《特命リサーチ200X》中有一個企劃是播放真佐美所收藏的影像，但由於未提供明確理由而未能上播。
2006年，藤子不二雄FC「新烏托邦」會報誌第43號（2006年12月發行，2009年8月改訂版）中對本作進行了專題報導，並包含了首席導演上梨滿雄、製作主任真佐美淳、作曲家越部信義及初代野比大雄配音員太田淑子的訪談，以及真佐美提供的開場畫面分鏡、第一回時間表、副標題列表、工作人員與演員數據、作畫設定資料、影片故事、中間報告及1973年4月1日播出的第一集的試播集再錄等多項資料。專題結尾指出，「我們有必要聚焦於這部隱藏於歷史角落的動畫《哆啦A夢》的源起，這樣一來，曾被視為『失敗作』的日本電視台動畫工作人員的成就將獲得正確的評價。」此外，該專題也呼籲對日本電視台版《哆啦A夢》的資訊進行再評價，認為現有的資訊極為有限，必須重新剝除其「失敗作」的標籤，進行新的評價。。
2006年2月5日，真佐美所擁有的沖印片在由新理想主辦的第八屆藤子動畫上映會上首次公開。當日上映的作品包括第12集B部分「男は力で勝負するの巻」和第18集A部分「潜水艦で海へ行こうの巻」。
2007年，CS衛星廣播「日テレプラス」曾為了重新播出舊作而尋找權利人及影片的去向，但最終仍未能成功播出。
真佐美基於自身所持的影片曾無償舉辦上映會，2008年2月17日，在新理想主辦的第九屆藤子動畫上映會上，播出了第10集B部分「ねがい星流れ星の巻」和第21集B部分「お天気ボックスの巻」。此外，作為安可放映，第18集A部分「潜水艦で海へ行こうの巻」也再次放映。但在2011年，藤子工作室要求其停止上映會。真佐美方面主張，若是「非營利」「無償」「無報酬」的上映會，根據著作權法第38條第1項，可以不需要獲得著作權者的許可舉行，且在目前的作品權利狀況下，舉辦上映會並不存在問題。然而，最終雙方的談判破裂。
關於此事件，真佐美在博客中表示：「在昭和40年代，我們這些參與動畫製作的人，在過酷的工作條件和最低的工資下，幾乎都是無償加班，因為「熱愛動畫」而全力以赴。如果有人對我們所製作的可愛作品感興趣，我希望能讓更多人了解這一點，這是人之常情。然而，的確存在一些以營利為目的的企業，揮舞著著作權法的武器，試圖封鎖這些作品。……我並不以營利為目的，只希望讓更多人知道我曾經創作過這樣的作品，即使在退休後的艱苦生活中，我依然將追求夢想視為一種喜悅。我希望能享受未來短暫的生命，始終不忘製作電影時的初心。」
2013年2月6日，在日本電視台的《1億人的大問題!?笑著聊聊!》訪談中，聲優野澤雅子以「我是哆啦A夢。」的形象演繹了哆啦A夢。此外，野澤在2015年7月9日的NHK綜合電視台節目《あさイチ》中也對該作品提供了有限的證言，提到「那是黑白的……可能出得太早了，沒有持續很久。」並在節目最後再次以哆啦A夢的聲音說道「今天也祝您好心情」。
2013年5月19日，真佐美在東久留米市立終身學習中心的講演上映會上，時隔兩年再次放映本作。2018年2月10日，真佐美作為「手塚治虫與日本電視動畫」研究會的代表，於東久留米市的社區網站「くるくる」講座「昭和を生きた手塚治虫 - 東久留米的回憶」中擔任嘉賓講者，本作的影像在時隔四年後再次放映，這也是截至2024年為止的最後一次放映。

## 設定
製作主任真佐美在製作本作品時，曾與《小學二年生》編輯長井川浩、《小學五年生》副編輯長坂本，以及《小學三年生》編輯上野會面，以確定哆啦A夢的顏色。他們根據提供給原作者藤子的校對樣稿進行修改，並參考原作的三色彩頁來指定顏色。當時彩頁中的哆啦A夢印刷成藍色，因此他們製作了幾個不同藍色版本，並最終經藤子·F·不二雄的確認，決定哆啦A夢的顏色為藍色。然而，由於藍色與天空顏色相近，製作團隊在背景中加入了雲來處理這個問題。
在1973年4月1日播出的第1集〈出現了！哆啦A夢〉中，登場了一種名為「クルクルパー光線槍」的秘密武器，能使對方頭腦和身體變得虛弱。真佐美後來表示，這個名稱在今天無法通過審核，但當時並沒有引發任何問題。這一集故事改編自《小學一年生》1970年11月號的〈クルパーでんぱ的故事〉，而這個故事未被收入《藤子·F·不二雄漫畫全集》。動畫版中，哆啦A夢取代了原作中由角色「機器鴨」使用該武器的設定。
根據導演上梨滿雄的說法，電視台對內容並無具體要求，唯一的意見是在會議前由日本電視台製片人藤井賢祐詢問「這個節目的核心是什麼？」。儘管如此，為了符合當時的播出規範，製作團隊在第16集〈我是署長的代理人〉中，將「模型」一詞更改為「塑膠模型」等進行了一些細微調整。
真佐美還提到，在向電視台提交中期報告時，應日本電視台的要求，將哆啦A夢從「年長的僕人」形象改為「野比大雄的朋友」，並因此更換了聲優，從富田耕生換成了野澤雅子。當時，製作團隊對此並無異議，因此真佐美接受了這一變更，雖然演出部反對富田的降板。對於觀眾對聲優更換的反應，真佐美表示，由於日本電視動畫在觀眾回饋到達時已經解散，因此無法得知具體反響。然而，《讀賣新聞》1973年7月15日的一篇讀者來信批評，哆啦A夢原有的獨特聲音是其吸引力所在，而更換後的聲音失去了魅力。
真佐美後來回憶道：「讓聲優在中途更換是非常失禮的，富田先生並無任何過失，我們單方面要求他離開，我感到非常抱歉。不過，幸好一切順利進行，交接也十分和諧。」他還表示：「當新的《哆啦A夢》由大山羨代擔任聲優時，我認為這正是哆啦A夢的聲音，作品的品質也很好，沒有任何可以挑剔的地方，我非常放心地把哆啦A夢交給了他們。」。

### 與原作和第二作的區別
由於本作使用了早期原作設定和動畫原創設定，因此與第2作及之後的版本存在多處不同：
- 作品標題是紅色的，片頭曲為音頭風格。
- 在本作中，哆啦A夢常扮演麻煩製造者的角色，雖然他經常為了幫助野比大雄而拿出秘密道具，但大多數情況下最終都以失敗告終，這與後來被塑造成的「保護者」形象截然相反。這種角色形象在原作連載初期尤為明顯。
- 大雄的母親玉子在本作中也展現出與後期較為激進的性格不同的溫和性格。
- 由於早期哆啦A夢的聲優由富田耕生擔任，哆啦A夢的性格設定為溫和且帶有一絲憂愁，帶有濃厚的「父親」氣息。然而，當聲優換成野澤雅子後，哆啦A夢的性格改變為原作初期的活潑、急躁且好戰，甚至會參加鄰里的相撲比賽或學校的早操活動。此外，哆啦A夢還會與大雄一同請求大雄的父親帶他們去海邊，這些描寫使哆啦A夢的性格更加接近兒童。
- 本系列的前半段採用了以東京下町為背景的溫情人情故事，而後半段則進行了包括「哆啦A夢聲優更換」和「機器鴨常駐化」等大膽改變，轉變為以鬧劇為主的滑稽喜劇。據報導，在1973年5月底提出的中期報告書中，製作團隊提到，儘管哆啦A夢被設定為協助大雄的角色，但由於忽視了哆啦A夢的性格描寫，反而讓他成為一個影響力較弱的角色。同時，由於禁止了原作中典型的滑稽表現，導致整個故事缺乏力度，僅停留在單調的喜劇層面。[2]
- 藤子不二雄FC「ネオ・ユートピア」的編輯保羅舘評論，製作團隊雖然理解觀眾更能與大雄產生共鳴，但仍將作品主角設定為哆啦A夢，這種「錯位」導致了某種不協調。首席導演上梨滿雄表示，他更喜歡系列的前半段，因為節奏較為輕鬆，而後半段雖然節奏加快，更符合時代的需求，但給他留下了繁忙和混亂的印象。[2]相反，制作主任真佐美認為後期作品更符合製作團隊的風格，尤其是他召集的許多曾在「虫プロ」工作的同事，後期作品逐漸展現出像《悟空大冒險》這類高能量搞笑動畫的風格。[1]
- 漫畫家荏原武司在其著作中批評本作的製作方式混亂，並指出劇情偏離了原作，導致作品被觀眾難以理解。[37]然而，其他評論者如名和広（日语：名和広 (作家)）則對本作給予了較為正面的評價，認為其節奏良好，且背景色彩與下町的氛圍表現優秀。[23]藤子不二雄研究者稲垣高廣（日语：稲垣高広）也認為本作雖然不同於現今的《哆啦A夢》形象，但仍是一部有趣的娛樂作品，成功融入了原作早期的滑稽風格。[38]
- 劇本編寫者鈴木良武曾表示，本作的方向性是「讓原作中過於依賴哆啦A夢的野比大雄，變得更加自主」，並且文藝負責人德丸正夫與編劇團隊也曾討論，最終確立了「具有自主性的野比大雄」這一方向[39]。關於這一點，鈴木承認「藤本先生可能覺得這與原作不符，但他並未明確反對，因此我們就這樣繼續了下去」。[40]他也坦言：「這是一個失敗的決定。雖然我們試圖讓大雄變得更加獨立，但孩子們並不期待這種變化」。不過，在最終話的結尾場景中，哆啦A夢並未幫助大雄，大雄獨自練習騎自行車，體現了一個「自立的野比大雄」[16]。
- 記者安藤健二在取材時表示，關於最終話《再見，哆啦A夢》中的野比大雄，他與依賴哆啦A夢未來科技的電視朝日版大雄形成了鮮明對比。安藤說：「雖然這與我們熟悉的《哆啦A夢》中的大雄有所不同，但作為一個充滿激情的少年的形象，這一幕非常動人。脫離庇護者的獨立過程，對所有曾憧憬哆啦A夢實現夢想的人來說，終究是要面對的現實。[16][41]
- 原作中只出現了五次的角色「機器鴨喀喳子」，原本是因為「希望增加一個對手角色」的輕鬆想法而被引入的，但由於角色分散了焦點，藤子·F·不二雄決定讓她消失。然而，為了彌補當時原作數量不足的情況，喀喳子在動畫中成為了常駐角色，並設定為寄宿在靜香家，而非野比家。在最終話中，加查子並未回到未來，而是繼續留在20世紀。
- 靜香家中也設定了一名名為「朵拉子」（ボタ子）的幫傭，波他子與胖妹長相相似，有著明顯的口音。
- 哆啦A夢在富田耕生配音的版本中，每次使用秘密道具時都會用江戶腔喊出「啊～啦喲！（a～rayo）」。
- 部分改動包括大雄與胖虎的日常服為紅色、世雄與大雄一樣戴著眼鏡、秘密道具的總稱為「秘密兵器」、竹蜻蜓的名稱被稱為「直升蜻蜓」等。這些設定在原作早期也有使用。例如，動畫中並未出現「任意門」，而是出現了名為「奇蹟門」的道具。
- 哆啦A夢的鈴鐺被稱為「貓集鈴」，原本是用於召集貓的鈴鐺，雖然在原作中該鈴鐺已損壞且未被使用，但在日本電視台版中卻出現了類似的「貓招引鈴」，且在故事中功能正常。
- 小學校的名稱為「下町小學校」、大雄的班主任姓「我成」、哆啦A夢來自21世紀。（這個設定來自原作早期設定）
- 胖虎生活在單親家庭中，母親已故，父親名叫「小助」，性格溫和且身材矮小，經營一家名為「誠實屋」的雜貨店，原作中登場的胖妹與小池先生在本作中並未出現。[5]
- 儘管「哆啦美」在1973年4月號的《小學五年生》雜誌上首次亮相於原作中，但她並未在本作中登場。
- 這是唯一明確描繪哆啦A夢回歸未來的電視動畫影集。

## 參與人員
在這裡所記載的人員皆是依據當時工作人員的敘述內容為證而編輯的，所以會和一部分的網站或是書籍內容有些微誤差。

### 工作人員
- 企劃：藤井賢祐、佐佐木一雄
- 監製：佐佐木一雄
- 總監製：上梨滿雄
- 擔當演出：岡迫和之、腰繁男、矢澤則夫、石黑昇…等人
- 腳本：山崎晴哉、鈴木良武、井上知士、吉原幸榮…等人
- 繪圖攝影指導：生頼昭憲、奥田誠二、棚橋一徳、矢沢則夫…等人
- 作畫監督：鈴木滿、村田四郎、宇田川一彦、生頼昭憲、白川忠志…等人
- 美術監督：鈴木森繁、川本征平
- 文藝：徳丸正夫
- 音樂：越部信義
- 製作主任：下崎闊
- 製作：日本電視台動畫公司（日语：日本テレビ動画）

## 主要角色配音
- 哆啦A夢：富田耕生（第1回～第13回）→野澤雅子（第14回～第26回）
- 野比大雄：太田淑子
- 源靜香：惠比壽真沙子（日语：恵比寿まさ子）
- 剛田武：肝付兼太
- 骨川小夫：八代駿（日语：八代駿）
- 喀喳子：堀絢子
- 大雄的媽媽（野比玉子）：小原乃梨子
- 大雄的爸爸（野比伸助）：村越伊知郎（日语：村越伊知郎）
- 大雄的奶奶：不明
- 小夫的媽媽：高橋和枝（日语：高橋和枝）
- 小夫的爸爸：長谷三治（日语：はせさん治）→ 加藤修（日语：加藤治）
- 胖虎的爸爸（剛田小助）：不明
- 靜香的媽媽：不明
- 靜香的爸爸：不明
- 世修：山本圭子
- 我成老師：加藤修（日语：加藤治）→ 雨森雅司（日语：雨森雅司）
- Botako（ボタコ）：野澤雅子
- Debuko（デブ子）時常與靜香一起玩的胖妹：塚瀨紀子
- Jyamako（ジャマ子）：吉田理保子

### 其他配音
- 大竹宏
- 兼本新吾（日语：兼本新吾）
- 田中亮一
- 野村道子
- 水鳥鐵夫
- 山下啓介（日语：山下啓介）
- 岡本敏明（日语：岡本敏明）
- 槐柳二
- 辻村真人（日语：辻村真人）
- 長谷三治（日语：はせさん治）
- 峰恵研（日语：峰恵研）
- 山田俊司
- 神谷明
- 北川國彥
- 中西妙子
- 松金米子
- 八奈見乘兒
- 山丘陽人
- 加茂嘉久（日语：加茂嘉久）
- 田村錦人（日语：田村錦人）
- 永井一郎
- 丸山裕子（日语：丸山裕子）
- 矢田耕司
- 渡邊典子

## 各話列表
| 回數   | 放送日期 1973年                             | 集數                                        | 標題                                                                         | 腳本                                        | 原畫                                        | 保存狀態                                    |                                             |
| ------ | ------------------------------------------- | ------------------------------------------- | ---------------------------------------------------------------------------- | ------------------------------------------- | ------------------------------------------- | ------------------------------------------- | ------------------------------------------- |
| 第1回  | 4月1日                                      | 第1話                                       | 出た!!ドラえもんの巻                                                         | 山崎晴哉                                    | 吉川惣司                                    | ×                                           |                                             |
| 第1回  | 4月1日                                      | 第2話                                       | ペコペコバッタ大騒動の巻                                                     | 山崎晴哉                                    | 吉川惣司                                    | ×                                           |                                             |
| 第2回  | 4月8日                                      | 第3話                                       | 屋根の上のすてきな子の巻                                                     |                                             |                                             | △                                           |                                             |
| 第2回  | 4月8日                                      | 第4話                                       | のび太のご先祖さんの巻                                                       |                                             |                                             | △                                           |                                             |
| 第3回  | 4月15日                                     | 第5話                                       | キューピットですきすき作戦の巻                                               |                                             |                                             | ×                                           |                                             |
| 第3回  | 4月15日                                     | 第6話                                       | 弱味をにぎれの巻                                                             |                                             |                                             | ×                                           |                                             |
| 第4回  | 4月22日                                     | 第7話                                       | ねずみに弱いねこもあるの巻                                                   | 井上知士                                    | 奥田誠治                                    | △                                           |                                             |
| 第4回  | 4月22日                                     | 第8話                                       | ガキ大将をやっつけろの巻                                                     | 井上知士                                    | 奥田誠治                                    | △                                           |                                             |
| 第5回  | 4月29日                                     | 第9話                                       | おせじ鏡の巻                                                                 | 山崎晴哉                                    | 生瀬昭憲                                    | △                                           |                                             |
| 第5回  | 4月29日                                     | 第10話                                      | パパとママの結婚記念日の巻                                                   |                                             |                                             | ×                                           |                                             |
| 第6回  | 5月6日                                      | 第11話                                      | のろいカメラの巻                                                             | 井上知士                                    |                                             | ×                                           |                                             |
| 第6回  | 5月6日                                      | 第12話                                      | 宝くじ大当たり作戦の巻                                                       |                                             |                                             | ×                                           |                                             |
| 第7回  | 5月13日                                     | 第13話                                      | 決闘！のび太とジャイアンの巻                                                 | 鈴木良武                                    |                                             | ×                                           |                                             |
| 第7回  | 5月13日                                     | 第14話                                      | わたしは誰でしょうの巻                                                       |                                             |                                             | ×                                           |                                             |
| 第8回  | 5月20日                                     | 第15話                                      | アベコンベ騒動の巻                                                           |                                             |                                             | ×                                           |                                             |
| 第8回  | 5月20日                                     | 第16話                                      | おばけ屋敷の謎の巻                                                           |                                             |                                             | ×                                           |                                             |
| 第9回  | 5月27日                                     | 第17話                                      | クイック・スロー大作戦の巻                                                   |                                             |                                             | ×                                           |                                             |
| 第9回  | 5月27日                                     | 第18話                                      | のび太は雨男の巻                                                             |                                             |                                             | ×                                           |                                             |
| 第10回 | 6月3日                                      | 第19話                                      | ウルトラミキサーの巻                                                         |                                             |                                             | ×                                           |                                             |
| 第10回 | 6月3日                                      | 第20話                                      | ねがい星流れ星の巻                                                           | 鈴木良武                                    | 生頼昭憲                                    | △                                           |                                             |
| 第11回 | 6月10日                                     | 第21話                                      | ふしぎなふろしきの巻                                                         |                                             |                                             | ×                                           |                                             |
| 第11回 | 6月10日                                     | 第22話                                      | のび太のおばあちゃんの巻                                                     |                                             |                                             | ×                                           |                                             |
| 第12回 | 6月17日                                     | 第23話                                      | 大リーグの赤バットの巻                                                       |                                             |                                             | ×                                           |                                             |
| 第12回 | 6月17日                                     | 第24話                                      | 男は力で勝負するの巻                                                         | 井上知士                                    | 奥田誠治                                    | △                                           |                                             |
| 第13回 | 6月24日                                     | 第25話                                      | ガチャ子登場の巻                                                             |                                             |                                             | ×                                           |                                             |
| 第13回 | 6月24日                                     | 第26話                                      | おしゃべりくちべにの巻                                                       |                                             |                                             | ×                                           |                                             |
| 第14回 | 7月1日                                      | 第27話                                      | すきすきカメラの巻                                                           |                                             |                                             | ×                                           |                                             |
| 第14回 | 7月1日                                      | 第28話                                      | 天の川でデイトしようの巻                                                     |                                             |                                             | ×                                           |                                             |
| 第15回 | 7月8日                                      | 第29話                                      | へんなロボットカーの巻                                                       | 山崎晴哉                                    | 生瀬昭憲                                    | ×                                           |                                             |
| 第15回 | 7月8日                                      | 第30話                                      | ニコニコせっけんの巻                                                         |                                             |                                             | ×                                           |                                             |
| 第16回 | 7月15日                                     | 第31話                                      | おれ署長のだいりの巻                                                         |                                             |                                             | ×                                           |                                             |
| 第16回 | 7月15日                                     | 第32話                                      | さあ夏だ！スキーをやろうの巻                                                 |                                             |                                             | ×                                           |                                             |
| －     | 7月22日                                     | －                                          | 因《全明星賽第二場》停播 （大阪體育場。讀賣電視台製作。時段為19:00 - 21:25） | －                                          | －                                          | －                                          |                                             |
| 第17回 | 7月29日                                     | 第33話                                      | 成績表はいやだなあの巻                                                       |                                             |                                             | ×                                           |                                             |
| 第17回 | 7月29日                                     | 第34話                                      | 自分のかげをつかまえろの巻                                                   |                                             |                                             | ×                                           |                                             |
| 第18回 | 8月5日                                      | 第35話                                      | 潜水艦で海へ行うの巻                                                         | 鈴木良武                                    | 村田四郎                                    | ○△                                          |                                             |
| 第18回 | 8月5日                                      | 第36話                                      | くるった腹時計の巻                                                           | 馬嶋満                                      | 棚橋一徳                                    | ○△                                          |                                             |
| 第19回 | 8月12日                                     | 第37話                                      | キャンプ騒動の巻                                                             |                                             |                                             | ×                                           |                                             |
| 第19回 | 8月12日                                     | 第38話                                      | 忘れな草って何だっけの巻                                                     |                                             |                                             | ×                                           |                                             |
| 第20回 | 8月19日                                     | 第39話                                      | クーラーパラソルの巻                                                         |                                             |                                             | ○                                           |                                             |
| 第20回 | 8月19日                                     | 第40話                                      | いつでも日記の巻                                                             |                                             |                                             | ○                                           |                                             |
| 第21回 | 8月26日                                     | 第41話                                      | 宿題おばけが出たの巻                                                         |                                             |                                             | ○                                           |                                             |
| 第21回 | 8月26日                                     | 第42話                                      | お天気ボックスの巻                                                           | 鈴木良武                                    | 矢沢則夫                                    | ○△                                          |                                             |
| 第22回 | 9月2日                                      | 第43話                                      | ぼくに清き一票を！の巻                                                       | 吉原幸栄                                    | 生頼昭憲                                    | ○                                           |                                             |
| 第22回 | 9月2日                                      | 第44話                                      | まんが家修業の巻                                                             | 鈴木良武                                    | 矢沢則夫                                    | ○                                           |                                             |
| 第23回 | 9月9日                                      | 第45話                                      | すてきなガールフレンドの巻                                                   | 山崎晴哉                                    | 棚橋一徳                                    | ○                                           |                                             |
| 第23回 | 9月9日                                      | 第46話                                      | 花いっぱい騒動の巻                                                           | 馬嶋満                                      | 岡迫和之                                    | ○                                           |                                             |
| 第24回 | 9月16日                                     | 第47話                                      | そっくりクレヨンの巻                                                         | 井上知士                                    | 矢沢則夫                                    | ○                                           |                                             |
| 第24回 | 9月16日                                     | 第48話                                      | 静香の誕生日の巻                                                             | 山崎晴哉                                    | 矢沢則夫                                    | ○                                           |                                             |
| 第25回 | 9月23日                                     | 第49話                                      | 宇宙飛行士になりたいの巻                                                     | 園屁蔵士                                    | 石黒昇                                      | ○                                           |                                             |
| 第25回 | 9月23日                                     | 第50話                                      | まいごマゴマゴ大騒動の巻                                                     |                                             |                                             | ○                                           |                                             |
| 第26回 | 9月30日                                     | 第51話                                      | ネンドロン大騒動の巻                                                         | 井上知士                                    | 腰繁男                                      | ○                                           |                                             |
| 第26回 | 9月30日                                     | 第52話                                      | さようならドラえもんの巻                                                     |                                             |                                             | ○                                           |                                             |
| 附註   | ○：存在原始版本、△：存在不完整版本、×：缺失 | ○：存在原始版本、△：存在不完整版本、×：缺失 | ○：存在原始版本、△：存在不完整版本、×：缺失                                  | ○：存在原始版本、△：存在不完整版本、×：缺失 | ○：存在原始版本、△：存在不完整版本、×：缺失 | ○：存在原始版本、△：存在不完整版本、×：缺失 | ○：存在原始版本、△：存在不完整版本、×：缺失 |

### 最終話
本系列的第52話《さようならドラえもんの巻》於1973年9月30日播出，在此集開場，大雄回到家時，發現哆啦A夢和世雄正在討論什麼。雖然世世雄想說些什麼，但被哆啦A夢制止，並留下「一定要做到哦」後便返回了未來。哆啦A夢看起來心事重重，正準備向大雄透露些什麼。這時，百貨公司送來了一輛新款自行車。大雄原本和靜香約好去騎自行車郊遊，但由於不會騎車，他想像往常一樣依賴哆啦A夢的幫助。然而，哆啦A夢這次卻冷淡地拒絕了大雄的請求。儘管哆啦A夢的態度異常，但大雄並不在意，認為哆啦A夢最終會像往常一樣幫助他。哆啦A夢下定決心想對大雄坦白，但當大雄遞上他最愛的銅鑼燒，並說「沒有你，我根本無法一個人生活」時，哆啦A夢感到十分動搖，最終倉皇離開了家。
哆啦A夢一直糾結於讓大雄學會自立，因此計畫回到未來，但面對大雄的善良，他始終無法說出口。沮喪的哆啦A夢向偶然遇見的喀喳子傾訴。喀喳子建議他編造一個藉口，於是兩人決定用哆啦A夢生病為由，欺騙大雄。喀喳子告訴大雄，哆啦A夢的身體狀況出了問題。大雄聽後立刻趕到現場，看到哆啦A夢彷彿痛苦不堪。喀喳子進一步表示，哆啦A夢需要返回未來修復。大雄信以為真，開始痛哭，但他依然堅持：「雖然哆啦A夢離開後我會很難過，但如果是為了哆啦A夢好，我會忍耐。所以請你不要顧慮我，盡快回到未來吧。
哆啦A夢解釋說，他擔心大雄過於依賴自己，會變成一個沒有自立能力的人，因此決定返回未來，讓大雄變得更堅強。大雄接受了哆啦A夢的決定，勉強露出笑容，表示他不需要再為自己擔心。之後，大家在廣場上為哆啦A夢舉行了送別會。胖虎、靜香和小夫都含淚為哆啦A夢送別，並和大雄一起將銅鑼燒作為禮物送給他。哆啦A夢接過禮物，臉上露出微笑，一隻黃色小鳥從他的手中飛走。伴隨著主題曲《哆啦A夢》的旋律，哆啦A夢在夥伴們的陪伴下回到了家，並與大雄的父母告別。
最終，哆啦A夢和大雄相約未來再見，哆啦A夢進入了桌子的抽屜返回了未來。大雄面對失去哆啦A夢的現實，淚流滿面地說：「其實我一直希望你能留下來…」就在這時，哆啦A夢再次從抽屜中出現。大雄驚訝不已，原來哆啦A夢只是忘了帶走禮物－銅鑼燒。兩人再次告別，哆啦A夢鼓勵了大雄，隨後永遠離開了。
大雄痛下決心，不再依賴哆啦A夢的力量。他不斷地跌倒又站起來，努力練習騎自行車，最後成功騎上了自行車。哆啦A夢與世雄在未來透過時間電視溫暖地註視著這一切。伴隨著大雄對著夕陽喊出「哆啦A夢，快看啊！」的聲音，故事圓滿落幕。

#### 製作背景
本集的原作並非出自《哆啦A夢》藤子·F·不二雄的《再見哆啦A夢》（收錄於《哆啦A夢》藤子·F·不二雄全集第6卷），而是源自《小學四年生》1972年3月號發表的《哆啦A夢要離開了？！》（收錄於藤子·F·不二雄大全集第1卷）。這項改編的提議來自於真佐美，他之所以選擇這個故事，是因為與他幼時練習騎自行車的經歷產生了共鳴。當時，他為了去浦和車站接在鈑金公司工作的父親，努力學習騎腳踏車 。儘管故事情節大致遵循原作，但在本集中添加了多名角色，原作中未出現的胖虎、小夫、靜香、爸爸、媽媽以及機器雞都參與了與哆啦A夢的告別。此外，原作中協助哆啦A夢說謊的並非世雄，而是機器雞。本集片尾的插圖仍標示著「請期待下集」。這並非疏忽或錯誤，而是表達了日本電視台動畫製作團隊對未來製作續集的希望。
在系列結束後的5年半，真佐美觀看《哆啦A夢》動畫第二作的第一集，他表示：「作品非常出色，我感到很安心。大山的配音也非常成功。 」

## 現存影像
在節目結束後，製作局日本電視台對於影片進行了七年的管理，在此期間影片曾被借出給地方電視台使用。然而，在日本電視台的管理期間結束後，這些影片被認為已經散失。此外，因製作公司解散及事實上的封印措施，現如今無論是原始底片還是複製底片的保存位置均不明，甚至可能已經散失。
一般而言，電視動畫作品的著作權應由製作公司持有，但由於製作公司日本電視動畫的解散，該作品的著作權仍然處於不明狀態。曾因本作品的印象造成誤解，認為日本放送電影、東京電視動畫以及日本電視動畫的所有版權均不明實際上並不正確，因為日本電視動畫所製作的許多作品仍有進行錄影或再播的情況，這表明目前仍有相關人員繼承並管理著作品的版權。
至於現存的影像資料，除了前製作人員真佐美個人保存的十集沖印片（正片）外，本作品的後半部分16集（第18集、第20集至第26集）的底片則由負責本作品現像的東洋現像所（現稱IMAGICA）保存。這些底片目前仍存放在IMAGICA委託的東京灣岸倉庫中，但由於權利人不明，這些影片的存在處於無主狀態。值得一提的是，真佐美保存的沖印片是經過現像後的影片，因口型對不上、演出、作畫及色彩上存在錯誤，因此這些影片並非實際播出時使用的版本，是真佐美個人負擔費用購買的未播出16毫米影片。
此外，在IMAGICA中還發現了日本電視動畫的前身東京電視動畫於1971年9月24日公開的谷岡ヤスジ原作劇場版《ヤスジのポルノラマ やっちまえ!!》的35毫米底片。該底片由管理谷岡作品版權的索尼數位娛樂服務公司獲得，並於2016年捐贈給東京國立近代美術館影像中心（現為國立電影檔案館）。該作品曾於2005年在由於巴里國際奇幻電影祭及東京國立近代美術館影像中心的上映計劃「發掘電影2018」中進行過有限的重播，並在2019年10月2日由DIG音樂廠牌首次以數位格式發行。
在1973年上映的山本晋也導演的粉紅色電影《ドキュメントポルノ 続・痴漢》中，影片約34分鐘處出現了一名男性醫生窺視住在公寓中的女性的場景，背景中的黑白電視畫面上播放著本作品的影像，觀眾可以看到約30秒的動態影像。之後，畫面切換至對應的節目《無敵鐵金剛》。
目前確認的影像資料收藏者包括真佐美和IMAGICA，具體資料如下：
- 開場片段：真佐美保管無聲無字幕的沖印片，IMAGICA則保管有聲有字幕的版本。
- 結尾片段：真佐美保管第2集，IMAGICA保管第18集以及第20至26集。
- 試播片：由真佐美保管。

真佐美共保存了第3、4、7（無聲沖印片）、8（無聲沖印片）、9、20、24、35、36、42集的正片。IMAGICA則保存第35、36、39、40、41、42、43、44、45、46、47、48、49、50、51、52話。

## 主題曲與插曲
| 類別   | 歌曲                  | 歌手                    | 作詞       | 作曲     | 編曲     | 備註 |
| ------ | --------------------- | ----------------------- | ---------- | -------- | -------- | --- |
| 片頭曲 | 「」（哆啦A夢）       | 、                      | 藤子不二雄 | 越部信義 | 越部信義 | 與新鋭動畫版本的主題曲有很大的差異，帶著有點憂鬱的演歌曲風讓人感到很奇妙的印象，尤其加上原作者自己作詞，更是飄著一股很奇特的氣氛。 |
| 片尾曲 | 「」（哆啦A夢倫巴）   |                         | 横山陽一   | 越部信義 | 越部信義 | 這是一首委外作詞的主題曲，輕快節奏拉丁風的歌曲。感覺比片頭曲有更多世界觀的奇妙表現。                                               |
| 插曲   | 「」（忧郁的哆啦A梦） | 富田耕生                | 横山陽一   | 越部信義 |          | |
| 插曲   | 「」                  | 哥倫比亞搖籠會、劇團NLT | 藤子不二雄 | 越部信義 |          | |

## 電視節目的變遷
| 日本 日本電視台 星期日19:00 | 日本 日本電視台 星期日19:00             | 日本 日本電視台 星期日19:00 |
| --------------------------- | --------------------------------------- | --------------------------- |
|                             | 哆啦A夢 （1973年4月1日－1973年9月30日） |                             |
|                             | （→移動自星期一19:30時段）              |                             |

## 另見
- 封印作品
- 小叮噹大戰機器人